# 董风华
董风华（1959年—），山东滨州人，汉族，中华人民共和国政治人物、第十一届全国人民代表大会山东地区代表。
毕业于滨州教育学院生物专业。加入民进。担任山东省滨州市实验学校校长助理。2008年起担任全国人大代表。